# Хакуин
Хакуин Зенђи (Hakuin Zenji, право име Nagasawa Ekaku) (Хара, 19. 1. 1686 – Хара, 18. 1. 1769) је био јапански учитељ зен будизма и сликар. Био је један од највећих јапанских зен мајстора који је својим обнављањем ринзаи школе ударио темеље модерном зен-будизму.

## Биографија
Хакуин је рођен 1685. године. Напустио је родитељски дом као дечак да би приступио будистичком реду. С 15 година дошао јеу будистички самостан и уз разне учитеље усавршио зен-медитацију. У двадесет четвртој години је доживео прво искуство просветљења, којем је претходило жустро и мукотрпно науковање под руководством старог испосника и зен мајстора Етана.
Био је поглавар више самостана, укључујући и данас познати Рyутакији, у којима је развио трајну медитацију и обновио строги духовни тренинг “ринзаи-шу”. 1716. године се трајно настанио у близини свог родног места, у храму Шоинђи, који је под његовим вођством постао најјаче будистичко упориште раздобља Токугава. Поред тога, бавио се сликарством и калиграфијом.

## Учење
Срж Хакуинове доктрине о просветљењу, засноване на његовом личном искуству, могла би се сажети у тројство мистичних стања: велика сумња, велико пробуђење и велика радост. Посебно је упечатљив његов опис саторија: 
Дане и ноћи сам спавао, заборављао сам да једем и да се испружим. Тада је изненада наступила критична концентрација. Чинило ми се да сам се следио у замрзнутом пољу које се ширило унедоглед, док сам у својој нутрини имао осјећај потпуне прозирности. Нисам могао ни напријед ни натраг. Био сам попут идиота, попут глупана, и ништа више није постојало осим коана... У том су ми стању пролазили дани, док једне вечери није звук звона нагло све свршио. Било је као да се разбила стаклена ваза или срушила кућа од жада. Пренувши се осетио сам... да су се све моје сумње, све моје пријашње неизвесности потпуно распршиле као санта леда која се топи... Све прошле и садашње тешкоће нису више вредне ни да буду описане.
Његово човекољубље, вера, преданосту изучавању и дар проповедника, писца, песника и уметника привукли су мноштво ученика. „Својом незахтевном добротом, честитошћу и верским жаром, Хакуин је освајао срца обичних људи; убраја се међу најзначајније верске реформаторе у историји Јапана."
Хакуин није одобравао „Јаки пут“ секте Амида, наглашавајићи неупоредиву моћ зен медитације и увежбавања коана.

## Приче о Хакуину
Сачувано је више прича из Хакуиновог живота. Ово су неке од њих:

### Врата раја
Војник по имену Нобушиге дође код Хакуина и запита га: „Постоје ли заиста рај и пакао?" 
"Ко си ти?", упита га Хакуин.
"Ја сам самурај“, одговори ратник.
"Ти, војник!", узвикну Хакуин. „Који би то владар тебе хтео за чувара? Лице ти је као у просјака."
Нобушиге се толико разбесне да поче да вади свој мач, но Хакуин настави: „Па ти имаш мач! Оружје ти је вероватно превише тупо да би ми одсекло главу." Када Нобушиге извуче мач, Хакуин примети: „Овде се отварају вратнице пакла!" На ове речи самурај, схвативши учитељеву поуку, врати свој мач у корице и поклони се.
"Овде се отварају вратнице раја“, рече Хакуин.

### Тако дакле
Учитеља зена Хакуна суседи су хвалили као човека који живи чедним животом. Близу њега живела је једна лепа девојка чији су родитељи држали продавницу хране. Изненада, без икаквог упозорења, њени родитељи открише да је у другом стању, што их разљути. Девојка не хтеде да призна ко је отац, али после много притиска именова Хакуна. У великој љутњи родитељи одоше до учитеља. "Тако дакле?", беше све што он рече. Када се дете родило, донели су га Хакуну. Он је изгубио свој углед, али веома је добро водио рачуна о детету. Добијао је млеко од суседа и све друго што је детету требало. После годину дана, девојка није могла више издржати. Рече родитељима истину, да је прави отац детета један младић који је радио на рибљој пијаци. Родитељи девојке одмах одоше до Хакуна да га моле за опроштај, и да узму дете назад. Уступајући им дете, све што је рекао било је: "тако дакле?"